# Три крёстных отца (фильм, 1948)
«Три крёстных отца» (англ. 3 Godfathers) — американский вестерн режиссёра Джона Форда, вышедший на экраны в 1948 году. Лента основана на одноимённом рассказе Питера Кайна (англ.).

## Сюжет
Трое бандитов — Роберт Мармадьюк Хайтауэр, Педро «Пит» Рокафуэрте и Уильям Кирни — грабят банк в городке Вэлкам (Welcome — рус. Добро пожаловать), штат Аризона, в котором закон охраняет гостеприимный, но опытный шериф Пёрли «Бак» Свит.
Младший в шайке Уильям получает ранение, и неопытным налётчикам приходится скрыться в пустыне, преследуемым конным отрядом, спешно собранным решительным Свитом. Во время песчаной бури они теряют своих лошадей и продолжают путь к источнику воды пешком. Добравшись до колодца, они обнаруживают фургон, в котором рожает женщина, которая оказывается племянницей шерифа.
Произведя на свет ребёнка с помощью троих преступников, роженица умирает, взяв с них обещание позаботиться о нём и стать его крёстными отцами. Мужчины решают доставить новорожденного в близлежащий городок Новый Иерусалим (New Jerusalem), до которого по прямой 60 миль. На протяжении нелёгкого пути по жаркой пустыне грабители отдают малышу последнее, но постепенно теряют силы. Сначала умирает раненый Уильям, постоянно читавший сообщникам найденную в фургоне Библию, потом ломает ногу и совершает самоубийство жизнерадостный Педро, и, наконец, Роберт Хайтауэр остаётся с ребёнком один.
Пытаясь спасти новорожденного и избавиться от лишнего груза, он отшвыривает от себя Священное писание, но падая, книга раскрывается на странице Евангелия от Матфея: «И когда приблизились к Иерусалиму и пришли в Виффагию к горе Елеонской, тогда Иисус послал двух учеников, сказав им: пойдите в селение, которое прямо перед вами; и тотчас найдёте ослицу привязанную и молодого осла с нею; отвязав, приведите ко Мне…» 
В отчаянии умирающий от жажды и истощения герой Джона Уэйна снова выбрасывает Библию, гневно воскликнув: «Ослицу и молодого осла… Да здесь, если ты украдёшь чужого осла, тебя повесят. Повесят!»
Кинолента была задумана и воплощена, как современная американская адаптация библейской истории о трёх волхвах, но пикантность ситуации добавляет тот факт, что герой Уэйна совсем не набожный человек.
Совершенно измождённый, но поддерживаемый призраками погибших товарищей, Роберт чудом добирается до городка и, шатаясь, вламывается с младенцем на руках в бар, где местные жители отмечают Рождество. Он заказывает себе пиво и молоко ребёнку, но тут его настигает грозный шериф Свит, которому Роберт отдать своего крестника отказывается. 
Попав под арест, он оказывается под опекой сердобольной супруги шерифа Мэй, буквально откармливающей его накануне суда. За мужество и человеколюбие Роберт приговаривается к максимально мягкому наказанию, которое предусматривает статья за ограбление — тюремному заключению сроком на год и один день. Судебное заседание проходит в помещении бара, а судья занимает место бармена. Окружённый всеобщим почётом и напутствием красивой поклонницы, некстати подложившей ему напильник в собственноручно испечённый пирог, Роберт садится на поезд, везущий его в тюрьму…

## В ролях
- Джон Уэйн — Роберт Мармадьюк Сэнгстер Хайтауэр[1]
- Гарри Кэри-младший — Уильям Кирни
- Педро Армендарис — Педро «Пит» Энкарнасьон Эскаланте Рокафуэрте
- Милдред Нэтвик — роженица
- Уорд Бонд — шериф Пёрли «Бак» Свит
- Мэй Марш — жена шерифа
- Джейн Дарвелл — мисс Флори
- Гай Кибби — судья
- Хэнк Уорден — помощник шерифа «Кудрявый»
- Чарльз Хэлтон — Оливер Лэтэм

В титрах не указаны
- Рут Клиффорд — женщина в салуне
- Гертруда Астор — женщина в салуне
- Фрэнсис Форд — пьяница
- Ева Новак — горожанка

## Создание
- Большинство сцен снималось в одной из самых жарких точек планеты — Долине Смерти. Исполнитель главной роли, Джон Уэйн, даже получил ожоги во время съёмок и некоторое время провёл в больнице[2].
- Джон Форд уже экранизировал эту историю в 1919 году под названием «Меченые» (Marked Men) (ныне лента считается утерянной). Та лента являлась, в свою очередь, ремейком ленты 1916 года «Три крёстных отца» (англ. The Three Godfathers)[2].
- Лента была задумана как современная американская адаптация библейской истории о трёх волхвах[3].
- Фильм посвящён актёру Гарри Кэри (ум. 1947), другу Джона Форда и отцу исполнителя одной из главных ролей[2].

## Факты
- В сцене, где «Кудрявый» толкает мула, не желающего идти вперёд, на самом деле он вполне охотно шёл, но была сооружена специальная конструкция, удерживающая животное на месте[2].
- В одном из кадров чётко видно, что новорожденный мальчик — девочка[2].
- В 2003 году в Японии вышел полнометражный аниме-фильм «Однажды в Токио», основанный на сюжете «Трёх крёстных отцов»[4].
- Имя одному из главных героев — Роберту Хайтауэру — дал лично режиссёр Джон Форд в честь своего любимого каскадёра, Брайана «Тощего» Хайтауэра, который участвовал в съёмках[2].